# 岡本太郎
岡本太郎（日语：／ Okamoto Tarō，1911年2月26日—1996年1月7日）是一位日本藝術家。

## 生平
1911年出生于日本神奈川县橘樹郡高津町大字二子（今 神奈川縣川崎市高津區二子），毕业于庆应义塾大学附属中学庆应义塾普通部，后进入東京藝術大學，中途休学。1929年（昭和4年）至1940年（昭和15年）為止，岡本太郎都居住在法國，进入巴黎大学进修。岡本太郎對於抽象美術運動與超現實主義運動都有影響。他最有名的口號是「藝術就是爆炸」。

## 家庭
父亲是冈本一平，母亲是冈本加乃子，事实上妻子是冈本敏子。

## 作品

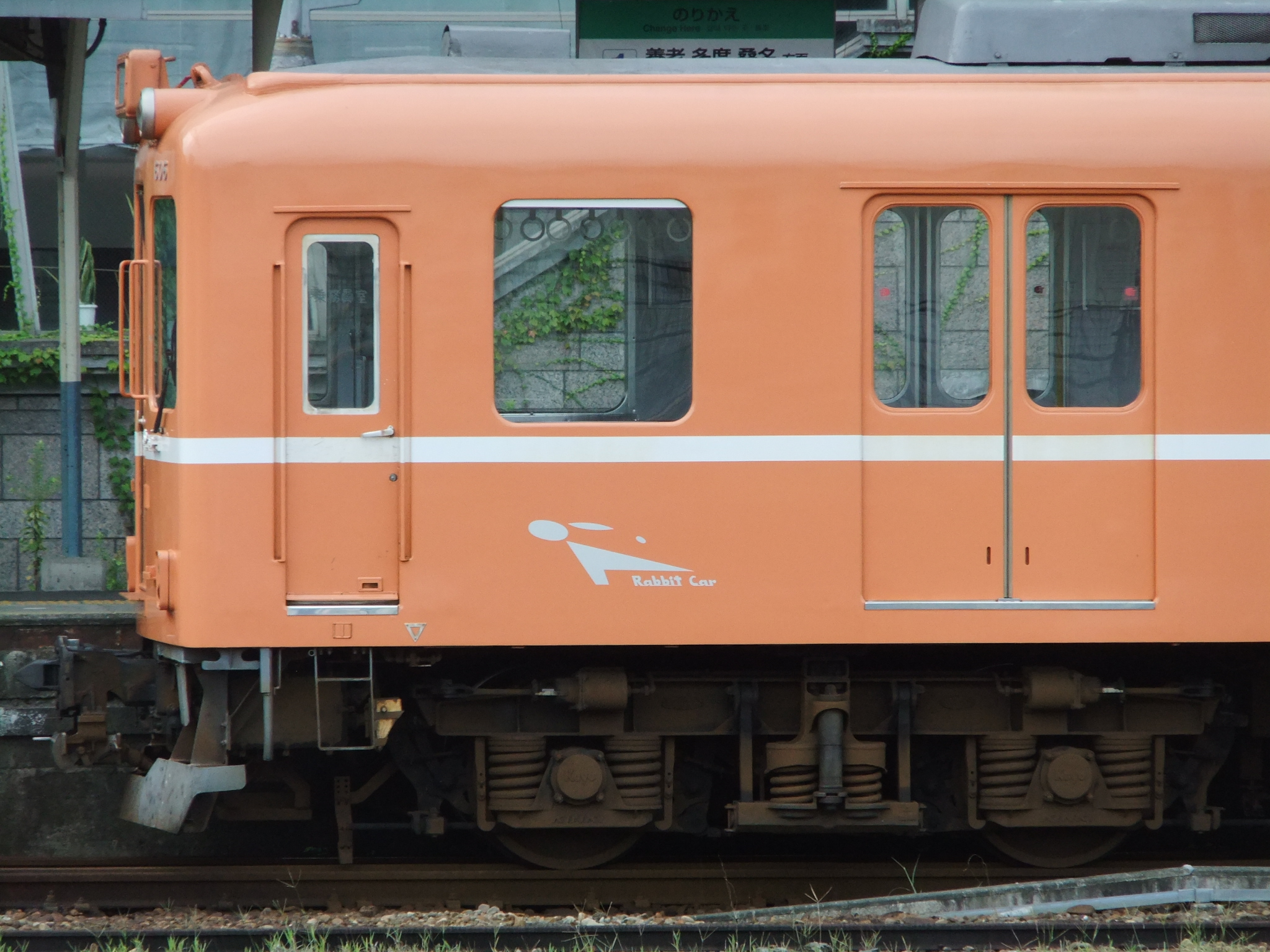
《ラビットマーク》